# Alphonse Poitevin
Louis Alphonse Poitevin (Conflans-sur-Anille, 1819 - 1882) fue un investigador y fotógrafo francés.
Estudió ingeniería y química en la Escuela central de París entre 1838 y 1843 y durante estos estudios comenzó a interesarse por la fotografía haciendo daguerrotipos e investigando diferentes procedimientos fotográficos entre los que destacan los procesos de inestabilidad de las sales de plata así como los procesos de producción de fotografías que le parecían lentos y costosos.
Entre sus inventos merecen citarse:
- la impresión al carbono que permitió el desarrollo de la fotografía contribuyendo a facilitar su copia.[1]
- la fototipia que es un procedimiento que ha tenido un amplio desarrollo posterior en la fotolitografía y fue el primero en reproducir una foto y luego imprimirla.[1]
- el procedimiento de impresión con tintas grasas en color, tras su colaboración con Edmond Becquerel y Thomas Johann Seebeck.[1]
- un procedimiento de entintado de los billetes para evitar su falsificación.

Sus inventos no le proporcionaron siempre los beneficios esperados, así en 1857 tras intentar sin éxito explotar su proceso vendió los derechos a la imprenta Lemercier. Sin embargo obtuvo el reconocimiento a su trabajo con dos premios otorgados por el duque de Luynes en 1862 y 1867 en la Sociedad Francesa de Fotografía y un premio especial en la Exposición Universal de París (1878).
Sus obras fotográficas eran en la mayoría de los casos consecuencia de sus investigaciones y entre sus temas preferidos se encontraba hacer fotografías de paisajes en el entorno de su ciudad natal.